# Gastone Cerato
Gastone Ugo Cerato (* 30. September 1900 in Venedig; † 29. April 1999 ebenda) war ein italienischer Ruderer.

## Werdegang
Gastone Cerato nahm an den Olympischen Sommerspielen 1924 in Paris teil. Zusammen mit Jean Cipollina, Marcello Casanova, Renato Berninzone und Massimo Ballestrero belegte er den vierten Platz in der Vierer mit Steuermann-Regatta.